# Cyanaeorchis
Cyanaeorchis Barb.Rodr., 1877 è un genere di piante della famiglia delle Orchidacee, diffuso in Sud America.

## Distribuzione e habitat
Il genere ha un areale sudamericano,  esteso dal Brasile all'Argentina.

## Tassonomia
Il genere Cyanaeorchis appartiene alla sottofamiglia Epidendroideae (tribù Cymbidieae, sottotribù Catasetinae).
Comprende 3 specie:
- Cyanaeorchis arundinae (Rchb.f.) Barb.Rodr., 1877
- Cyanaeorchis minor Schltr., 1920
- Cyanaeorchis praetermissa J.A.N.Bat. & Bianch., 2014